# Szombat esti láz (negyedik évad)
A Szombat esti láz az RTL táncos showműsora, amelyben nyolc közismert ember lép a táncparkettre, hogy megmutassa tánctudását a közönségnek. Táncpartnereik profi magyar táncosokból, valamint feltörekvő ifjú versenyzőkből (nagyrészt az előbbiek tanítványai) kerülnek ki. A csatorna az október elsejétől induló RTL Kettő nevű csatornáján fogja elindítani a sorozat negyedik évadát.
A műsor a BBC-n már több éve futó Strictly Come Dancing magyar változata.

## Műsorvezetők és a zsűritagok
A negyedik évad műsorvezetői Lilu és Csonka András. A női műsorvezető eredetileg Oroszlán Szonja lett volna, de a csatorna nem tudott a fizetésén megegyezni a színésznővel.
A zsűri
- Esztergályos Cecília: Jászai Mari díjas színésznő, érdemes- és kiváló művész. Táncolt a Pécsi Balettben, később számos rangos színház szerződtette már színészként. Egy született komika, aki egyben kíméletlenül őszinte is.
- Keleti Andrea: Eredményeit nehéz lenne felsorolni, tízszer volt amatőr magyar bajnok, emellett hatszoros profi magyar bajnok, és még hosszan sorolhatnánk. Több mint, 10 000 embert tanított meg táncolni.
- Szirtes Tamás: Kossuth- és Jászai Mari-díjas színházi rendező, a Madách Színház ügyvezető igazgatója. A Csillag születik zsűritagja is volt már, most pedig a Szombati Esti Láz táncosainak produkcióit értékeli!
- Tihanyi Ákos: A hazai táncélet egyik legkiemelkedőbb alakja. A Madách Színház számos sikerdarabjának koreográfusa. Évek óta a Csillag Születik és az X-Faktor állandó koreográfusa.

## Szereplők
| Versenyzők          | Versenyzők        |
| Amatőrök            | Profik            |
| ------------------- | ----------------- |
| Bálint Antónia      | Angyal András     |
| Győrfi Pál          | Práger Kitty      |
| Dundika             | Mészáros Máté     |
| Istenes Bence       | Südi Iringó       |
| Medvegy Szilveszter | Molnár Andrea     |
| Tóth Gabriella      | Markó Róbert      |
| Varga Izabella      | Cseh-Szakál Tibor |
| Vastag Csaba        | Mármarosi Tünde   |

## Adások
Jelzések
| – | A páros továbbjutott |
| – | A páros kiesett      |

### 1. adás
Az első adásban a párok szambát táncoltak. A táncok alatt elhangzó dalokat az X-Faktor két felfedezettje Muri Enikő és Oláh Gergő énekelte.  
| # | Páros                                | Tánc   | Zsűri pontszámok | Zsűri pontszámok | Zsűri pontszámok     | Zsűri pontszámok | Zsűri pontszámok | Eredmény       |
| # | Páros                                | Tánc   | Keleti Andrea    | Szirtes Tamás    | Esztergályos Cecília | Tihanyi Ákos     | Összesen         | Eredmény       |
| - | ------------------------------------ | ------ | ---------------- | ---------------- | -------------------- | ---------------- | ---------------- | -------------- |
| 1 | Bálint Antónia és Angyal András      | szamba | 6                | 6                | 6                    | 6                | 24               | Kiestek        |
| 2 | Vastag Csaba és Mármarosi Tünde      | szamba | 7                | 6                | 6                    | 7                | 26               | Továbbjutottak |
| 3 | Győrfi Pál és Práger Kitty           | szamba | 6                | 7                | 7                    | 6                | 26               | Továbbjutottak |
| 4 | Tóth Gabi és Markó Róbert            | szamba | 6                | 6                | 8                    | 8                | 28               | Továbbjutottak |
| 5 | Istenes Bence és Südi Iringó         | szamba | 7                | 7                | 7                    | 6                | 27               | Továbbjutottak |
| 6 | Dundika és Mészáros Máté             | szamba | 5                | 7                | 6                    | 5                | 23               | Továbbjutottak |
| 7 | Medvegy Szilveszter és Molnár Andrea | szamba | 6                | 7                | 6                    | 7                | 26               | Továbbjutottak |
| 8 | Varga Izabella és Cseh-Szakál Tibor  | szamba | 8                | 8                | 8                    | 8                | 32               | Továbbjutottak |

### 2. adás
Az adásban a párok a jive és az angol keringő közül választhattak. A dalokat a második héten Antal Timi és Vastag Tamás énekelte. 
| # | Páros                                | Tánc          | Zsűri pontszámok | Zsűri pontszámok | Zsűri pontszámok     | Zsűri pontszámok | Zsűri pontszámok | Eredmény       |
| # | Páros                                | Tánc          | Keleti Andrea    | Szirtes Tamás    | Esztergályos Cecília | Tihanyi Ákos     | Összesen         | Eredmény       |
| - | ------------------------------------ | ------------- | ---------------- | ---------------- | -------------------- | ---------------- | ---------------- | -------------- |
| 1 | Varga Izabella és Cseh-Szakál Tibor  | jive          | 7                | 7                | 8                    | 6                | 28               | Továbbjutottak |
| 2 | Dundika és Mészáros Máté             | angol keringő | 7                | 7                | 7                    | 7                | 28               | Kiestek        |
| 3 | Győrfi Pál és Práger Kitty           | jive          | 6                | 7                | 7                    | 7                | 27               | Továbbjutottak |
| 4 | Vastag Csaba és Mármarosi Tünde      | angol keringő | 8                | 8                | 8                    | 8                | 32               | Továbbjutottak |
| 5 | Tóth Gabi és Markó Róbert            | jive          | 9                | 9                | 9                    | 9                | 36               | Továbbjutottak |
| 6 | Istenes Bence és Südi Iringó         | jive          | 9                | 8                | 8                    | 9                | 34               | Továbbjutottak |
| 7 | Medvegy Szilveszter és Molnár Andrea | angol keringő | 6                | 7                | 8                    | 7                | 28               | Továbbjutottak |

### 3. adás
A versenyben maradt sztárok ezúttal tangót és csacsacsát táncoltak. A táncok alatt a dalokat Csobot Adél és Kocsis Tibor énekelte. A versenyzők közösen bécsi keringőt táncoltak, melyet Angyal András tanított be. 
| # | Páros                                | Tánc      | Zsűri pontszámok | Zsűri pontszámok | Zsűri pontszámok     | Zsűri pontszámok | Zsűri pontszámok | Eredmény       |
| # | Páros                                | Tánc      | Keleti Andrea    | Szirtes Tamás    | Esztergályos Cecília | Tihanyi Ákos     | Összesen         | Eredmény       |
| - | ------------------------------------ | --------- | ---------------- | ---------------- | -------------------- | ---------------- | ---------------- | -------------- |
| 1 | Medvegy Szilveszter és Molnár Andrea | csacsacsa | 6                | 7                | 7                    | 7                | 27               | Továbbjutottak |
| 2 | Varga Izabella és Cseh-Szakál Tibor  | tangó     | 8                | 8                | 9                    | 9                | 34               | Továbbjutottak |
| 3 | Istenes Bence és Südi Iringó         | tangó     | 8                | 8                | 8                    | 9                | 33               | Továbbjutottak |
| 4 | Tóth Gabi és Markó Róbert            | tangó     | 9                | 9                | 9                    | 9                | 36               | Továbbjutottak |
| 5 | Győrfi Pál és Práger Kitty           | tangó     | 7                | 7                | 7                    | 7                | 28               | Kiestek        |
| 6 | Vastag Csaba és Mármarosi Tünde      | csacsacsa | 8                | 7                | 8                    | 8                | 31               | Továbbjutottak |

### 4. adás
A versenyzők a héten rumbát és quickstepet táncoltak. A dalok Muri Enikő és Szabó Dávid előadásában csendültek fel.   
| # | Páros                                | Tánc      | Zsűri pontszámok | Zsűri pontszámok | Zsűri pontszámok     | Zsűri pontszámok | Zsűri pontszámok | Eredmény       |
| # | Páros                                | Tánc      | Keleti Andrea    | Szirtes Tamás    | Esztergályos Cecília | Tihanyi Ákos     | Összesen         | Eredmény       |
| - | ------------------------------------ | --------- | ---------------- | ---------------- | -------------------- | ---------------- | ---------------- | -------------- |
| 1 | Vastag Csaba és Mármarosi Tünde      | rumba     | 9                | 8                | 9                    | 9                | 35               | Továbbjutottak |
| 1 | Vastag Csaba és Mármarosi Tünde      | quickstep | 9                | 9                | 10                   | 10               | 38               | Továbbjutottak |
| 2 | Varga Izabella és Cseh-Szakál Tibor  | quickstep | 8                | 8                | 8                    | 9                | 33               | Továbbjutottak |
| 2 | Varga Izabella és Cseh-Szakál Tibor  | rumba     | 10               | 9                | 9                    | 10               | 38               | Továbbjutottak |
| 3 | Medvegy Szilveszter és Molnár Andrea | rumba     | 7                | 7                | 8                    | 8                | 30               | Továbbjutottak |
| 3 | Medvegy Szilveszter és Molnár Andrea | quickstep | 7                | 7                | 8                    | 7                | 29               | Továbbjutottak |
| 4 | Istenes Bence és Südi Iringó         | quickstep | 9                | 9                | 9                    | 9                | 36               | Kiestek        |
| 4 | Istenes Bence és Südi Iringó         | rumba     | 8                | 8                | 9                    | 8                | 33               | Kiestek        |
| 5 | Tóth Gabi és Markó Róbert            | rumba     | 9                | 10               | 9                    | 9                | 37               | Továbbjutottak |
| 5 | Tóth Gabi és Markó Róbert            | quickstep | 9                | 10               | 10                   | 10               | 39               | Továbbjutottak |

### 5. adás
A héten a még versenyben lévő párok diszkót és angol keringőt vagy diszkót és tangót táncoltak. A dalokat Kocsis Tibor és Szirota Jennifer adta elő.  
| # | Páros                                | Tánc          | Zsűri pontszámok | Zsűri pontszámok | Zsűri pontszámok     | Zsűri pontszámok | Zsűri pontszámok | Eredmény       |
| # | Páros                                | Tánc          | Keleti Andrea    | Szirtes Tamás    | Esztergályos Cecília | Tihanyi Ákos     | Összesen         | Eredmény       |
| - | ------------------------------------ | ------------- | ---------------- | ---------------- | -------------------- | ---------------- | ---------------- | -------------- |
| 1 | Medvegy Szilveszter és Molnár Andrea | tangó         | 6                | 6                | 7                    | 6                | 25               | Továbbjutottak |
| 1 | Medvegy Szilveszter és Molnár Andrea | diszkó        | 8                | 9                | 10                   | 9                | 36               | Továbbjutottak |
| 2 | Tóth Gabi és Markó Róbert            | diszkó        | 8                | 9                | 9                    | 8                | 34               | Továbbjutottak |
| 2 | Tóth Gabi és Markó Róbert            | angol keringő | 9                | 9                | 10                   | 10               | 38               | Továbbjutottak |
| 3 | Varga Izabella és Cseh-Szakál Tibor  | angol keringő | 10               | 9                | 10                   | 9                | 38               | Továbbjutottak |
| 3 | Varga Izabella és Cseh-Szakál Tibor  | diszkó        | 9                | 9                | 10                   | 10               | 38               | Továbbjutottak |
| 4 | Vastag Csaba és Mármarosi Tünde      | diszkó        | 9                | 9                | 9                    | 9                | 36               | Továbbjutottak |
| 4 | Vastag Csaba és Mármarosi Tünde      | tangó         | 8                | 8                | 9                    | 10               | 35               | Továbbjutottak |

### Döntő
Jelzések
| – | A versenyző megnyerte a versenyt |

| # | Páros                                | Tánc | Zsűri pontszámok | Zsűri pontszámok | Zsűri pontszámok     | Zsűri pontszámok | Zsűri pontszámok | Eredmény  |
| # | Páros                                | Tánc | Keleti Andrea    | Szirtes Tamás    | Esztergályos Cecília | Tihanyi Ákos     | Összesen         | Eredmény  |
| - | ------------------------------------ | ---- | ---------------- | ---------------- | -------------------- | ---------------- | ---------------- | --------- |
|   | Medvegy Szilveszter és Molnár Andrea |      |                  |                  |                      |                  |                  |           |
|   | Varga Izabella és Cseh-Szakál Tibor  |      |                  |                  |                      |                  |                  |           |
|   | Vastag Csaba és Mármarosi Tünde      |      |                  |                  |                      |                  |                  | Győztesek |

A Szombat esti láz negyedik évadját Vastag Csaba és Mármarosi Tünde nyerte.

## Nézettség
A +4-es adatok a teljes lakosságra, a 18-49-es adatok a célközönségre vonatkoznak.
| Epizód  | Vetítés           | +4      | Arány (%) | Heti helyezés | 18-49   | Arány (%) | Heti helyezés | Forrás |
| ------- | ----------------- | ------- | --------- | ------------- | ------- | --------- | ------------- | ------ |
| 1. adás | 2013. március 9.  | 578 363 | 14        | 26.           | 180 653 | 10,2      | 35.           | [ 4 ]  |
| 2. adás | 2013. március 16. | 646 202 | 14        | 32.           | 215 258 | 11,4      | 31.           | [ 4 ]  |
| 3. adás | 2013. március 23. | 606 438 | 13        | 28.           | 214 899 | 10,9      | 31.           | [ 4 ]  |